# Fiat Ducato
Fiat Ducato, Citroën Jumper e Peugeot Boxer são marcas de uma mesma van comercial leve desenvolvida em parceria com a Fiat e a PSA (grupo formado por Peugeot e Citroën). A primeira geração também foi vendida como Citroën C25, Peugeot J5, Alfa Romeo AR6 e Talbot Express.
No Brasil, o veículo é comercializado nas versões furgão, Combinato (para transporte de passageiros) e Minibus (também para passageiros). Na Europa existe ainda a versão Trailler.
É caracterizado como van utilitária de porte médio da Peugeot e grande furgão da Citroën. Segundo esta marca, é grande em tamanho, em espaço, em conforto e em economia. Com vinte configurações possíveis a Citroën Jumper é uma gama versátil, quer no transporte de mercadorias quer no transporte de passageiros.
Desde 1981, foram produzidas mais de 2,6 milhões de unidades do Fiat Ducato.

## Versões
- C1A: Chassi curto e teto baixo (apenas versões furgão)
- M1A: Chassi médio e teto baixo (furgão e van)
- M2B: Chassi médio e teto alto (até 2004 van e furgão, a partir de 2004 apenas furgão)
- L2B: Chassi longo e teto alto (disponível a partir de 2004 como furgão e van).

Tendo passado por uma reestilização em 2004 (projeto 244), seus principais concorrentes no Brasil são: Mercedes-Benz Sprinter, Renault Master, Iveco Daily, Ford Transit e Agrale Furgovan.

## Carroçaria
- Chassis Cabina Simples
- Chassis Cabina Dupla
- Combi
- Furgão (Fechado e Vidrado)

## Dimensões

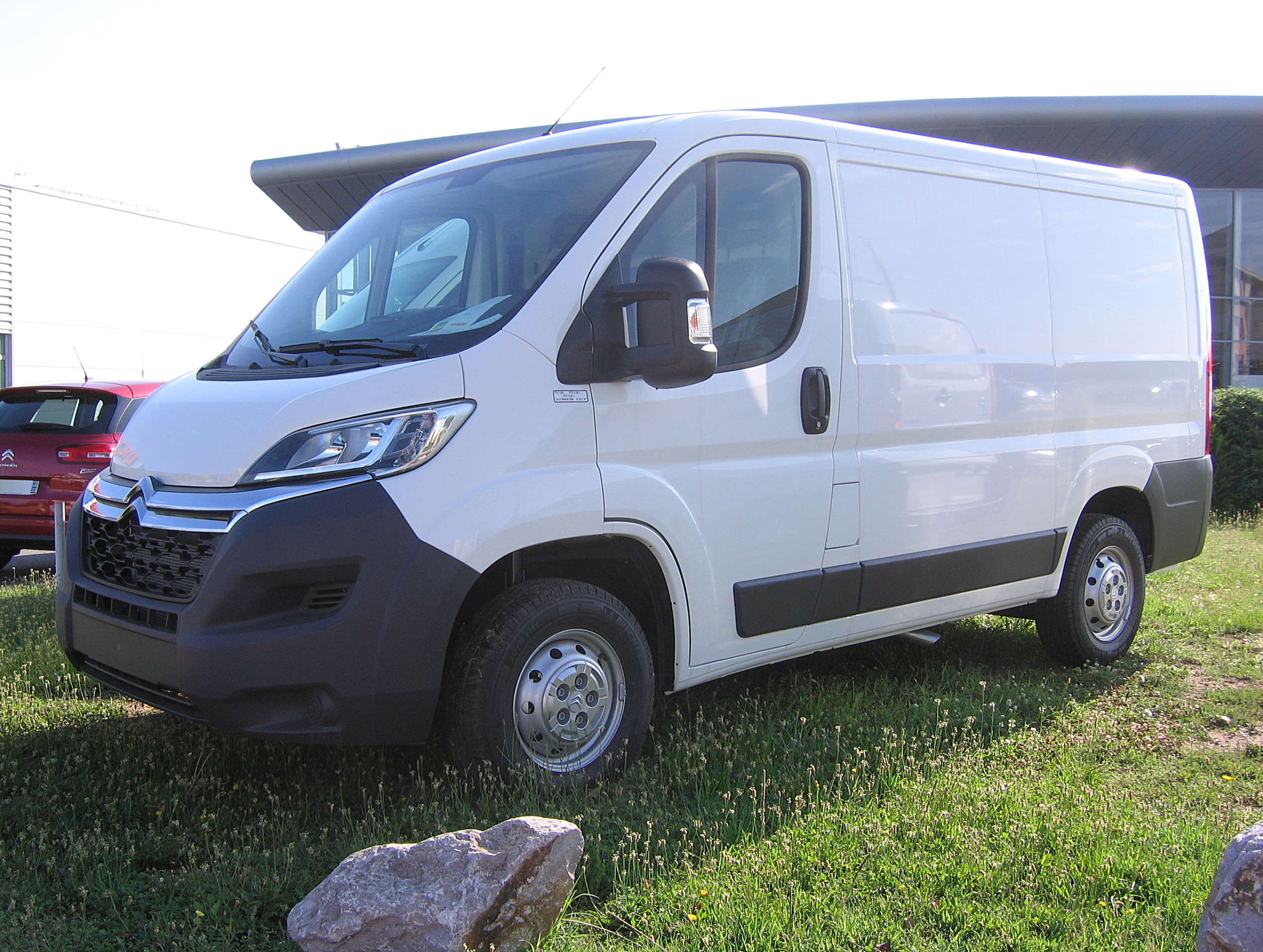
Citroën Jumper

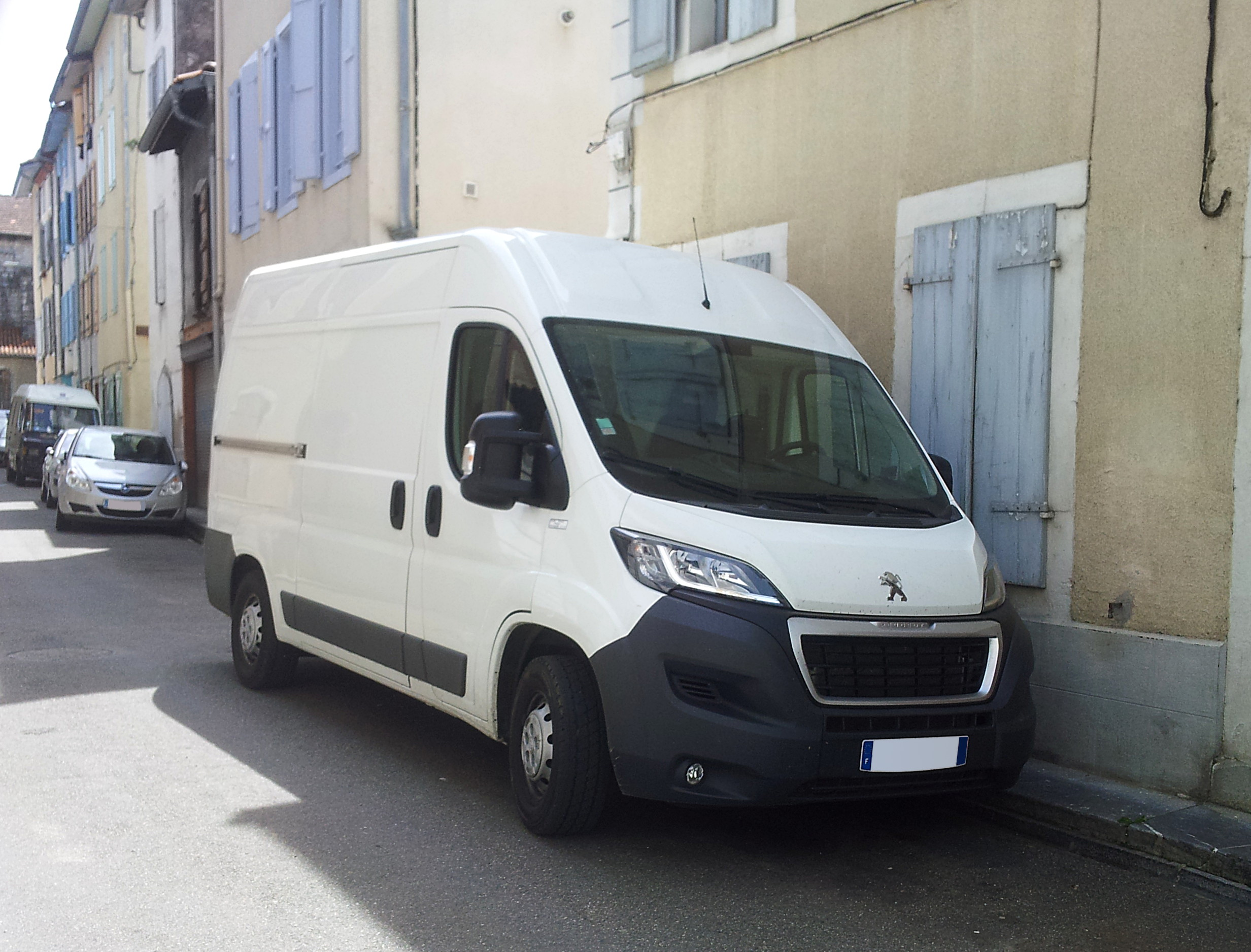
Peugeot Boxer

### Chassis Cabina Simples
- Largura: 2 050 mm
- Comprimento: 6 308 mm
- Distância entre eixos: 4 035 mm
- Altura: 2 554 mm

### Combi e Furgão
- Largura: 2 050 mm
- Comprimento: entre o mínimo de 4 963 mm e o máximo de 6 363 mm
- Distância entre eixos: entre o mínimo de 3 000 mm e o máximo de 4 035 mm
- Altura:entre o mínimo de 2 524 mm e o máximo de 2 760 mm

## Motorizações

### Diesel
- 2.0 Turbo Diesel BlueHDi 130 Cv (Citroën Jumper e Peugeot Boxer)[2][3]
- 2.2 HDi 100 Cv - caixa manual de 5 velocidades
- 2.2 HDi 120 Cv - caixa manual de 6 velocidades
- 3,0 HDi 157 Cv - caixa manual de 6 velocidades

## Galeria
- Primeira geração (1981-1993)
- Segunda geração (1993-2006)
- Terceira geração (2006-presente)